# Kademangan (Mande)
Kademangan is een bestuurslaag in het regentschap Cianjur van de provincie West-Java, Indonesië. Kademangan telt 8539 inwoners (volkstelling 2010).